# 中山栄一
中山 栄一（なかやま えいいち、1895年10月7日 - 1976年8月21日）は、日本の政治家。衆議院議員。

## 来歴・人物
群馬県出身。早稲田大学商学部卒業。龍ケ崎町会議員、茨城県会議員、同参事会員などを歴任。
1946年、戦後初の衆院選に茨城県選挙区から無所属で出馬し当選。その後、公職追放となり
、追放解除後は旧茨城県第1区において第25回・第27回・第29回・第30回・第31回総選挙で当選し、衆議院議員を通算6期務めた。1969年12月の第32回総選挙には出馬せず引退。
その後、石橋内閣・第1次岸内閣の北海道開発政務次官、第1次佐藤内閣の行政管理政務次官、衆議院災害対策特別委員会理事、衆院農林水産委員会委員などを歴任した。
1976年8月21日に死去。80歳没。

## 親族
防衛庁長官を務めた中山利生は実子。元龍ケ崎市長の中山一生は孫。